# Weslian Roriz
Weslian do Perpétuo Socorro Peles Roriz (Goiânia, 7 de outubro de 1942) é uma política brasileira e ex-primeira dama do Distrito Federal filiada ao Partido Liberal (PL).

## Biografia
Conhecida como Dona Weslian, foi a primeira-dama do Distrito Federal, sendo casada desde 29 de julho de 1960 com o ex-governador do Distrito Federal, Joaquim Roriz, com quem tem três filhas: Liliane, Jaqueline e Weslliane Roriz. Como primeira-dama, foi suposta idealizadora de diversos projetos, entre eles o “Natal de Mãos Dadas”, o “Banco de Doações”, o “Dentista Amigo, Sorriso Feliz”, a “Sopa da Divina Providência”, o “Minha Sopa” e o “Saúde Integrada e Cidadania Rural”. Criou ainda a Fundação da Casa das Nove Luas, para atender adolescentes grávidas, além de programa de assistência à mulher presidiária e a crianças com câncer.[carece de fontes?]

### Campanha para o Governo do Distrito Federal de 2010
Nunca tendo antes concorrido a cargo eletivo, Weslian tornou-se candidata ao Governo do Distrito Federal em 24 de setembro de 2010 tendo como vice Jofran Frejat (PR), após a desistência de seu marido. Ele foi impugnado pelo TSE pela Lei Ficha Limpa, e após indefinição do julgamento de seu recurso no STF por empate na votação, Joaquim Roriz desistiu da candidatura em favor de sua esposa.
Sobre um vídeo, gravado dentro de sua casa, em que o próprio marido, Joaquim Roriz, aparece oferecendo honorários de 1 milhão de reais ao genro do ministro do STF Carlos Ayres Britto, relator do Lei Ficha Limpa e a favor de sua constitucionalidade, para entrar para sua lista de advogados com o objetivo declarado no video de impedir o ministro de participar de uma nova votação sobre o tema por relação de parentesco, Weslian Roriz respondeu: "Olha, vou dizer para você, a gente nem tinha conhecimento disso. Isso não foi feito na nossa presença. Então eu acredito que não tenho o que falar." Na mesma entrevista elogiou o presidente Lula e seu governo, disse que seu marido vai ser auxiliar e que ela quem vai escolher os seus auxiliares.
Sua participação em debate promovido pela Rede Globo é cheia de tropeços, chegando a dizer que "quero defender toda aquela corrupção", se referindo constantemente ao marido. Foi muito criticada no Twitter depois desse debate, sendo um dos assuntos mais comentados por vários dias.
Na campanha para o 2º turno das eleições, afirmou desconhecer seu plano de governo, que fora preparado pelo seu marido e que caberia a técnicos detalhá-lo. Sua coligação manifestou-se contra a substituição da foto de Joaquim Roriz, utilizada na urna eletrônica no primeiro turno porque as urnas já estavam lacradas quando houve a mudança de candidato, alegando que mesmo no segundo turno a urna eletrônica não deveria conter a foto da candidata, pois não haveria tempo disponível e a lei não permitiria a mudança.

## Eleições no Distrito Federal em 2010

### 1º turno
Obteve 440.128 votos no primeiro turno ou 31,50% dos votos válidos, levando a disputa para o segundo turno com Agnelo Queiroz. Como as urnas já haviam sido lacradas quando de sua renúncia, a imagem que apareceu nas urnas foi a de Joaquim Roriz, e não a de Weslian. O terceiro lugar Toninho do PSOL não apoia nenhum dos candidatos.
- Resultado do 1º Turno[nota 1]

| Nº | Candidato       | Partido/Coligação                                                      | Qtdade de Votos (%) |
| 13 | Agnelo Queiroz  | PT - PRB / PDT / PT / PTB / PMDB / PPS / PHS / PTC / PSB / PRP / PCdoB | 676.394 (48,41%)    |
| 20 | Weslian Roriz   | PSC - PP / PSC / PR / DEM / PSDC / PRTB / PMN / PSDB / PTdoB           | 440.128 (31,50%)    |
| 50 | Toninho do PSOL | PSOL                                                                   | 199.095 (14,25%)    |
| 43 | Eduardo Brandão | PV                                                                     | 78.837 (5,64%)      |
| 16 | Rodrigo Dantas  | PSTU                                                                   | 2.849 (0,20%)       |

### 2º turno
Obteve 449.110 votos no segundo turno, ou 33,90% dos votos válidos, sendo eleito governador Agnelo Queiroz.
- Resultado do 2º Turno

| Nº | Candidato      | Partido/Coligação                                                      | Qtdade de Votos (%) |
| 13 | Agnelo Queiroz | PT - PRB / PDT / PT / PTB / PMDB / PPS / PHS / PTC / PSB / PRP / PCdoB | 875.612 (66,10%)    |
| 20 | Weslian Roriz  | PSC - PP / PSC / PR / DEM / PSDC / PRTB / PMN / PSDB / PTdoB           | 449.110 (33,90%)    |